# Kompania Węglowa
Kompania Węglowa S.A. war ein polnischer Kohlekonzern mit Hauptsitz in Katowice. Er beschäftigte 62.800 Personen in 16 Zechen sowie fünf Betrieben. Jährlich konnte er 53 Mio. Tonnen Kohle fördern. Die Tagesleistung betrug 193.000 Tonnen Kohle (Stand: Januar 2008). Nach Angaben des Unternehmens war es das größte Bergbauunternehmen Europas. Es war in staatlicher Hand. und gliederte sich in vier Förderzentren.

## Gewerkschaften
Bei KW gab es 177 Gewerkschaften, für deren Unterhalt der Arbeitgeber jährlich 20 Mio. Złoty bzw. 6 Mio. Euro aufwenden muss. Die größte davon gehört zum Gewerkschaftsbund NSZZ Solidarność. 25,5 % der Belegschaft bzw. 16.100 Personen sind Mitglied der Gewerkschaft.

## Aktuelles
Seit Dezember 2007 führte ein aus 11 Gewerkschaften bestehendes Streikkomitee einen Arbeitskampf um höhere Löhne (6,9 % mehr im Dezember 2007, 14 % mehr ab Januar 2008). Ein Streiktag brachte dem Konzern 43 Mio. Złoty Verlust. Bis 2015 will der Konzern 6,5 Mrd. Złoty investieren.
Nach längeren Verhandlungen zwischen Wirtschaft, Politik und Gewerkschaften hat man sich entschlossen, zum 1. Mai 2016 den Konzern aufzulösen und an seine Stelle die Polska Grupa Górnicza treten zu lassen. Diese hat von den ursprünglich 16 Zechen 11 übernommen; die anderen wurden teils an die Węglokoks S.A. (KWK Bobrek und KWK Piekary) in Katowice abgegeben, teils durch die Spółka Restrukturyzacji Kopalń S.A. stillgelegt (KWK Centrum und KWK Brzeszcze). KWK Brzeszcze wird jedoch nach einer Übernahme am 19. August 2015 durch den Energiekonzern Tauron Polska Energia weiterbetrieben.